# Kup Hrvatske u dvoranskom hokeju za žene 2018.
Dvoranski Kup Hrvatske u hokeju za žene za 2018. godinu je osvojila ekipa "Mladosti" iz Zagreba. Natjecanje je održano 15. prosinca 2018.

## Sudionici
- Jedinstvo - Zagreb
- Mladost - Zagreb
- Trešnjevka - Zagreb
- Zelina - Sveti Ivan Zelina
- Zrinjevac - Zagreb

## Rezultati
| klub1         | rez.     | klub2     |                        |
| pretkolo      | pretkolo | pretkolo  | pretkolo               |
| ------------- | -------- | --------- | ---------------------- |
| Trešnjevka    | 0:3      | Jedinstvo |                        |
|               |          |           |                        |
| poluzavršnica |          |           |                        |
| Mladost       | 8:2      | Zrinjevac |                        |
| Zelina        | 8:0      | Jedinstvo |                        |
|               |          |           |                        |
| završnica     |          |           |                        |
| Mladost       | 5:1      | Zelina    | Mladost pobjednik kupa |

## Vanjske poveznice
- hhs-chf.hr, Hrvatski hokejski savez
- hhs-chf.hr, Dvoranski Kup Hrvatske za seniore i seniorke